# شيفروليه سوبربان

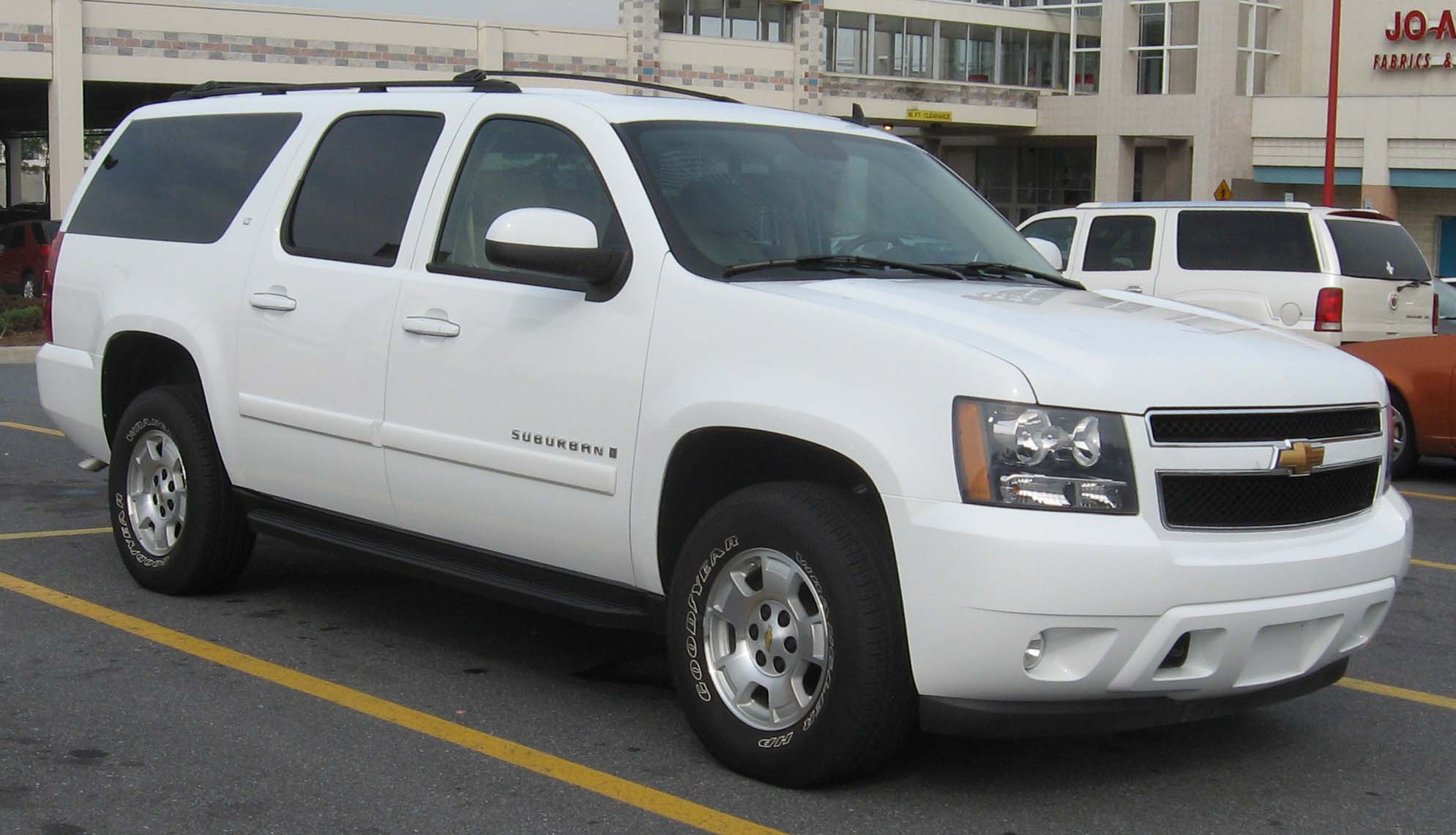
شيفروليه سوبربان التي أنتجت في العام 2007م وحتى 2014م وهي تشكل الجيل الحادي عشر من سوبربان

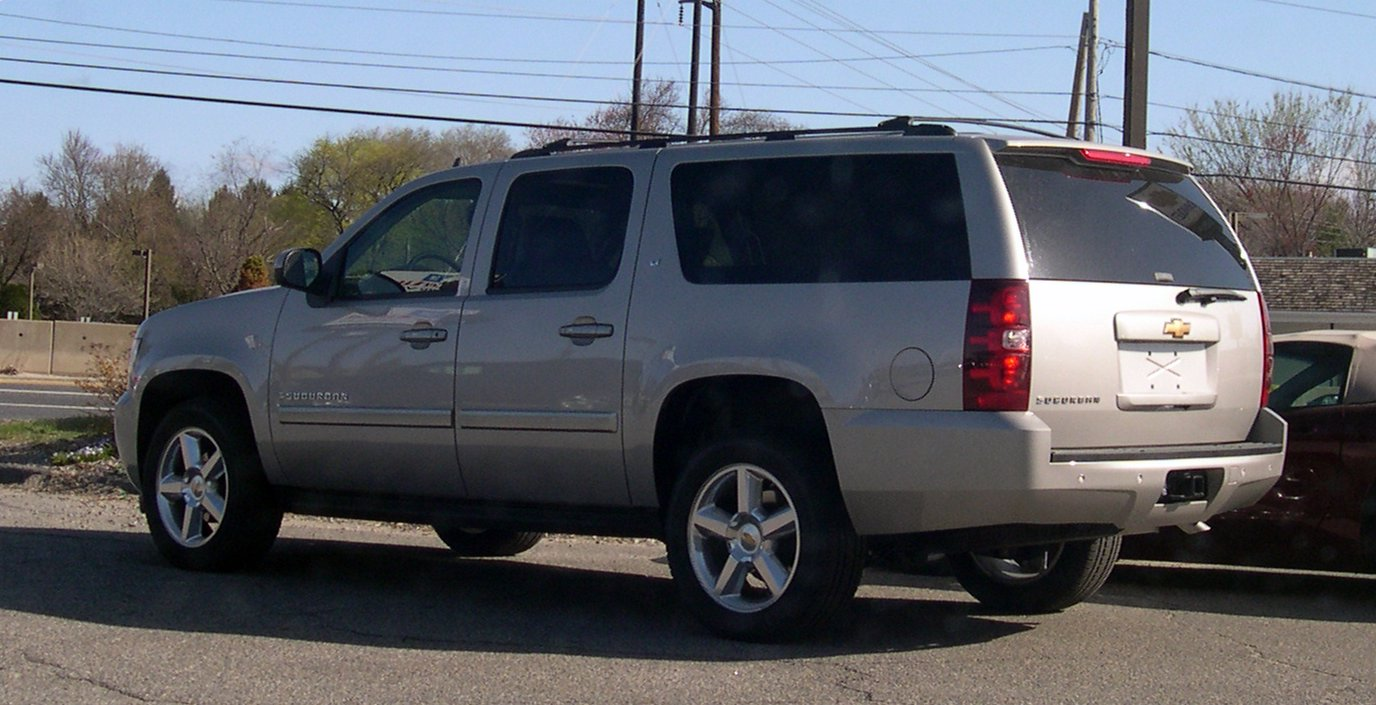
المقطع الخلفي لشيفروليه سوبربان

شيفروليه سوبربان (بالإنجليزية: Chevrolet Suburban) هي سيارة عائلية كلاسيكية حيث لايزال ناقل الحركة مثبت بالمقود ولايزال هناك كرسي بين السائق والراكب الأمامي تنتجها شركة شيفروليه التابعة لشركتها الأم جنرال موتورز، وقد أنتج أولى طرازاتها في العام 1935 وهي من الطرازات النادرة في العالم التي ما زالت تحمل اسمها منذ زمنٍ طويل حتى هذه اللحظة، حيث كانت في بداية الأمر كانت هذه المركبة عبارة عن شاحنة صغيرة ولكن فيما بعد تم تطويرها لتصبح عبارة عن سيارة صالون تتميز بمتانتها وقدراتها على الطرق الوعرة والطرق السريعة حيث غيرت مفهوم سوبربان لدى المستهلكين حيث أصبحت مركبة تتسع لعدد كبير من الركاب يصل إلى تسعة أشخاص في الغالب إضافة إلى مكان رحب لوضع الأمتعة، وكل هذا جعل سوبربان المركبة الأكثر ربحية لدى صانعتها وأيضاً الأقل خسارة في حالة بيعها مستعملة حيث قامت الشركة منذ العام 2007 بتغيير التصميم الخارجي وقاعدة المركبة لتصبح أكثر راحةُ من الموديلات السابقة، وكما زودت جنرال موتورز مركبتها بنظام (AFM) الفعال للتحكم في استهلاك الوقود حيث يقوم المحرك آلياً بفصل أربع اسطوانات والإبقاء على أربع اسطوانات وذلك عند ثبات السرعة أو التسارع البطيء، وكما أن قوة المحرك أصبحت أكثر فاعلية من ذي قبل حيث أصبحت المركبة تستطيع أن تصل إلى سرعتها القصوى وهي ما تساوي 200 كم/ ساعة وهي يعني أن الفقد الحاصل من طاقة المحرك والتي تتحول إلى أشكال أخرى من أشكال الطاقة قد قل مما يعني زيادة في كفاءة المحرك.

## الاسم
ينطق اسم السيارة سَـبْربَان وتعني الضواحي وهي الأرياف المحيطة بالمدن حيث أن هذه المركبة مخصصه للسير بها خارج المدن وذلك لحجمها الكبير لأن كبر حجمها يجعلها عبئاً كبير على السائق داخل المدن سواءً في الطرق الضيقة أو أثناء الوقوف في المواقف ولذلك سميت بالضواحي. كما أن سوبربان مشابهة لكاديلاك اسكاليد.

## الفئات والمحركات وأنظمة الدفع

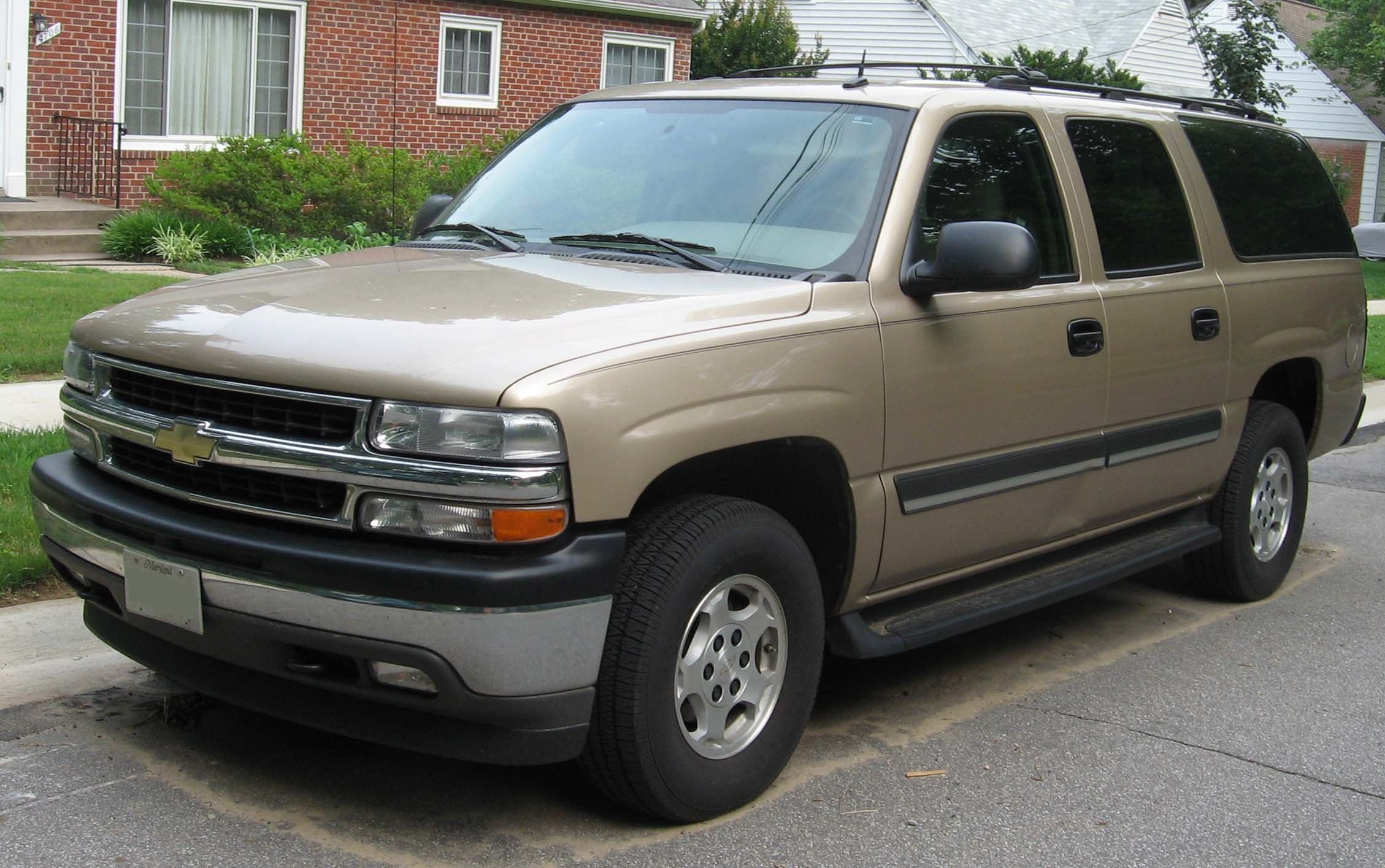
شيفروليه سوبربان التي انتجت من العام 2000م ~ 2006

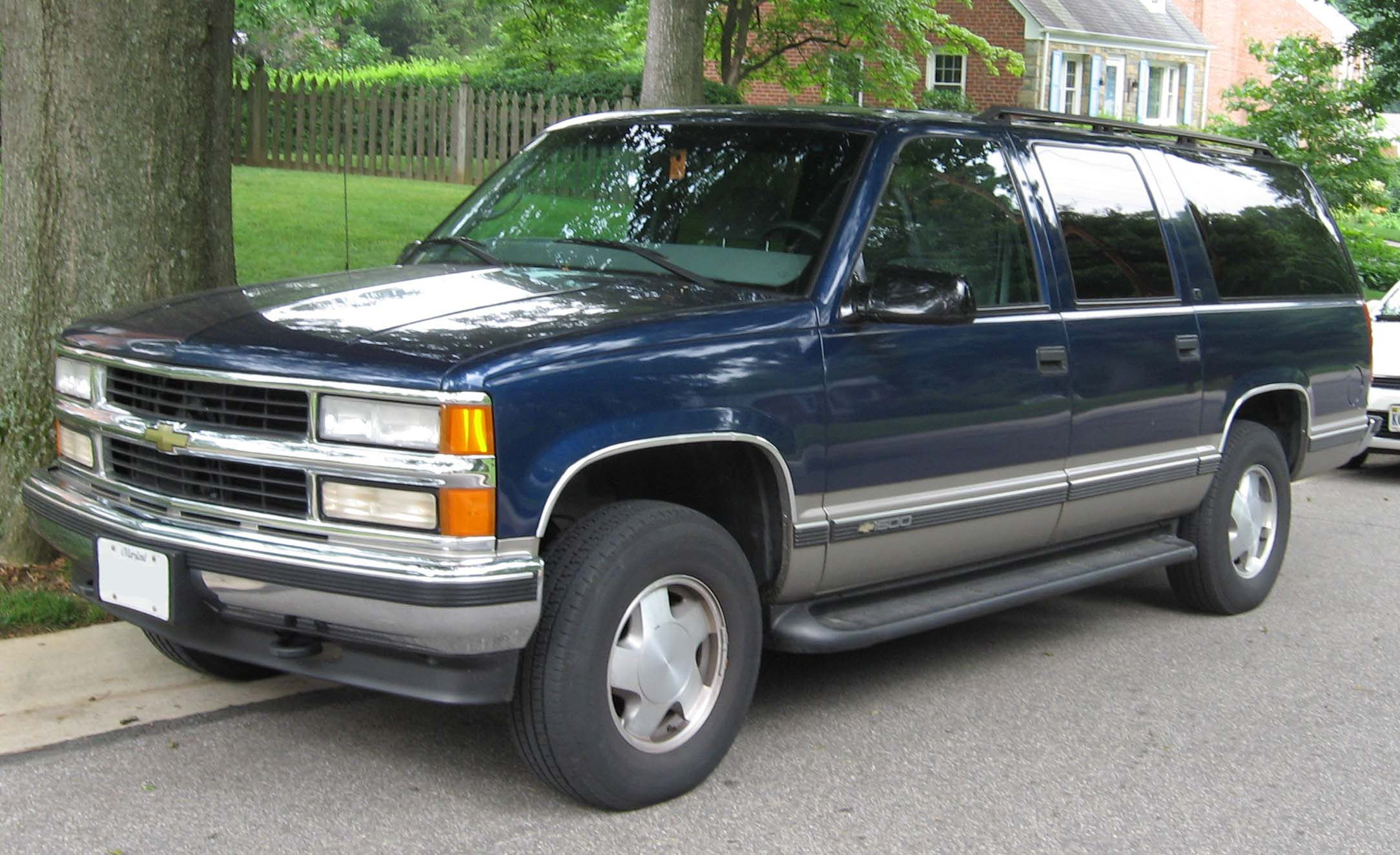
شيفروليه سوبربان التي انتجت في العام 1992م ~ 1999م

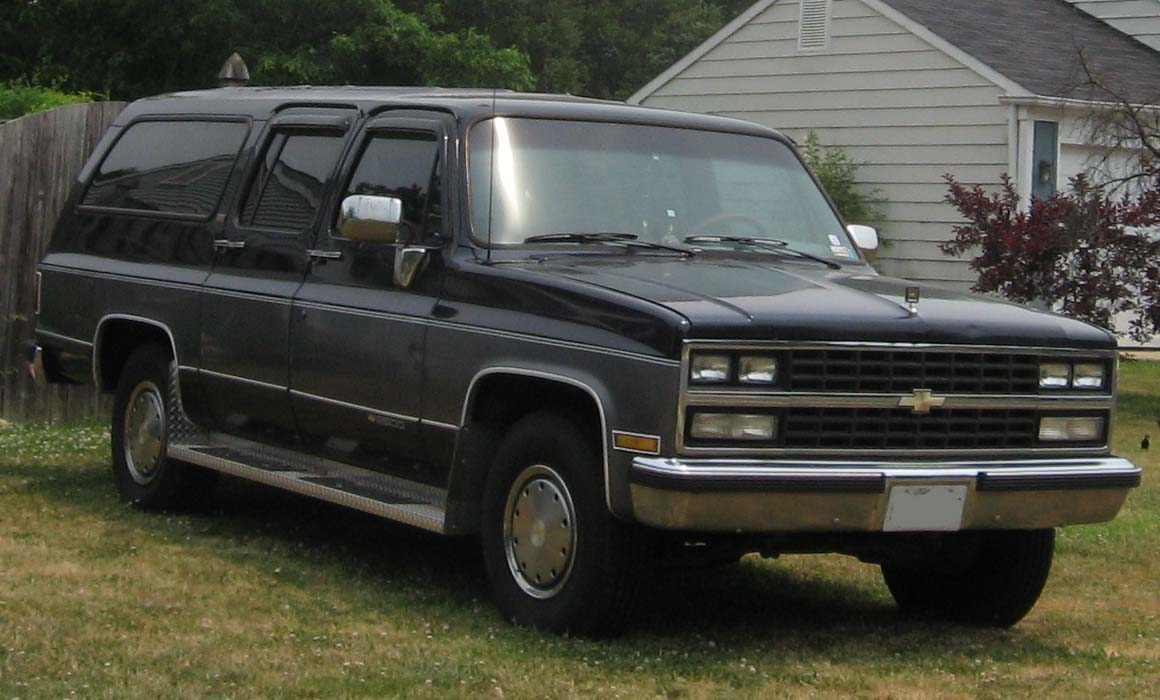
شيفروليه سوبربان التي انتجت في العام 1980م ~ 1991م

- فئة (LS) وهي الفئة ذات المواصفات القياسية وتأتي بطرازي (1500) و(2500)، حيث أن طراز (1500) المخصص للمدن يأتي بمحرك فورتيك سعته 5.3 لتر بقوة 355 حصاناً وطراز (2999) المخصص للظروف الصعبة يأتي بمحرك فورتيك سعته 6.0 لتر بقوة 379 حصاناً، وبنظامي دفع خلفي ورباعي
- فئة (LT1) وهي الفئة المتوسطة والتي تحتوي على المكونات الأساسية للفخامة والرفاهية وهي تأتي بطرازي (1500)و(2500)،حيث أن طراز(1500)المخصص للمدن يأتي بمحرك فورتيك سعته 5.3 لتر بقوة 355 حصاناً وطراز (2500) المخصص للظروف الصعبة يأتي بمحرك فورتيك سعته 6.0 لتر بقوة 379 حصاناً، وبنظامي دفع خلفي ورباعي
- فئة (LT2) وهي الفئة ذات المواصفات الكاملة وتأتي بطرازي (1500) و(2500)،حيث أن طراز(1500)المخصص للمدن يأتي بمحرك فورتيك سعته 5.3 لتر بقوة 355 حصاناً، وطراز (2500) المخصص للظروف الصعبة يأتي بمحرك فورتيك سعته 6.0 لتر بقوة 379 حصاناً ويتوفر بسعة محرك ضخمة جداً محدودة الإنتاج هي 8.1 لتراً وو بنظامي دفع خلفي ورباعي
- فئة (LTZ) وهي الفئة الخاصة والكاملة المواصفات والأكثر رفاهية وفخامةً من الداخل والخارج وتأتي فقط بطراز (1500) المخصص للمدن بمحرك فورتيك سعته 6.2 لتر بقوة 441 حصاناً، ويتوفر وبنظامي دفع خلفي ورباعي
- فئة (Z71) وهي الفئة الرياضية والأكثر تحملاً للظروف الصعبة في الصحاري وفي الجبال حيث أن هيكل المركبة مرتفع عن سطح الأرض أكثر من نسخة سوبربان العادية وتتمتع بنظام تعليق قوي وهي متوسطة الفخامة والمواصفات وتأتي بطراز واحد وهو (2500) وبمحرك فورتيك سعته 5.3 لتراً وبقوة 355 حصاناً، ويتوفر بمحرك آخر سعته 6.0 لتراً وبقوة 379 حصاناً.

## المميزات الجديدة الغير قياسية

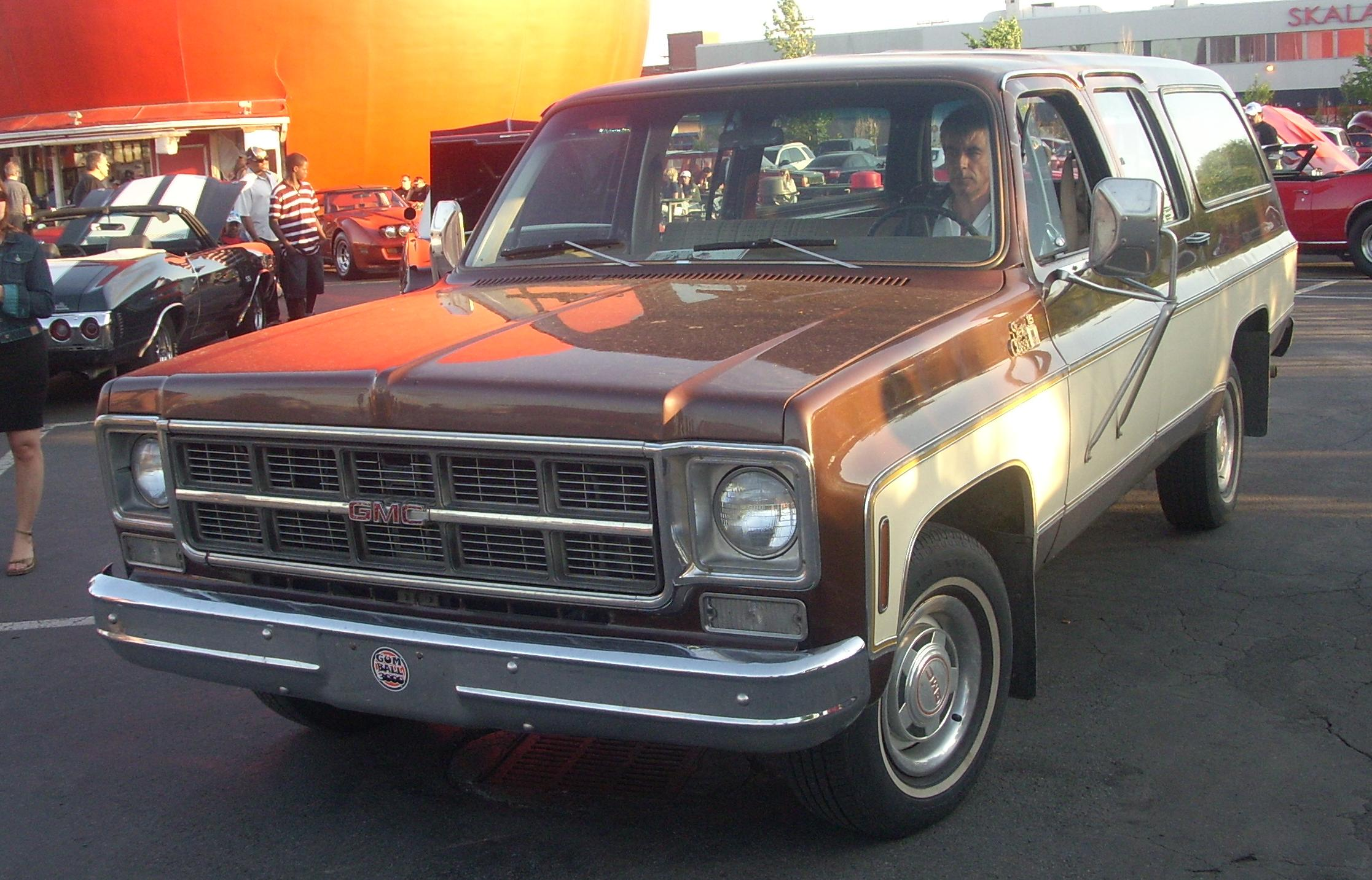
جي إم سي سوبربان التي انتجت عام 1973م ~ 1979م ويوجد منها نسخة مشابهة بشعار شيفروليه

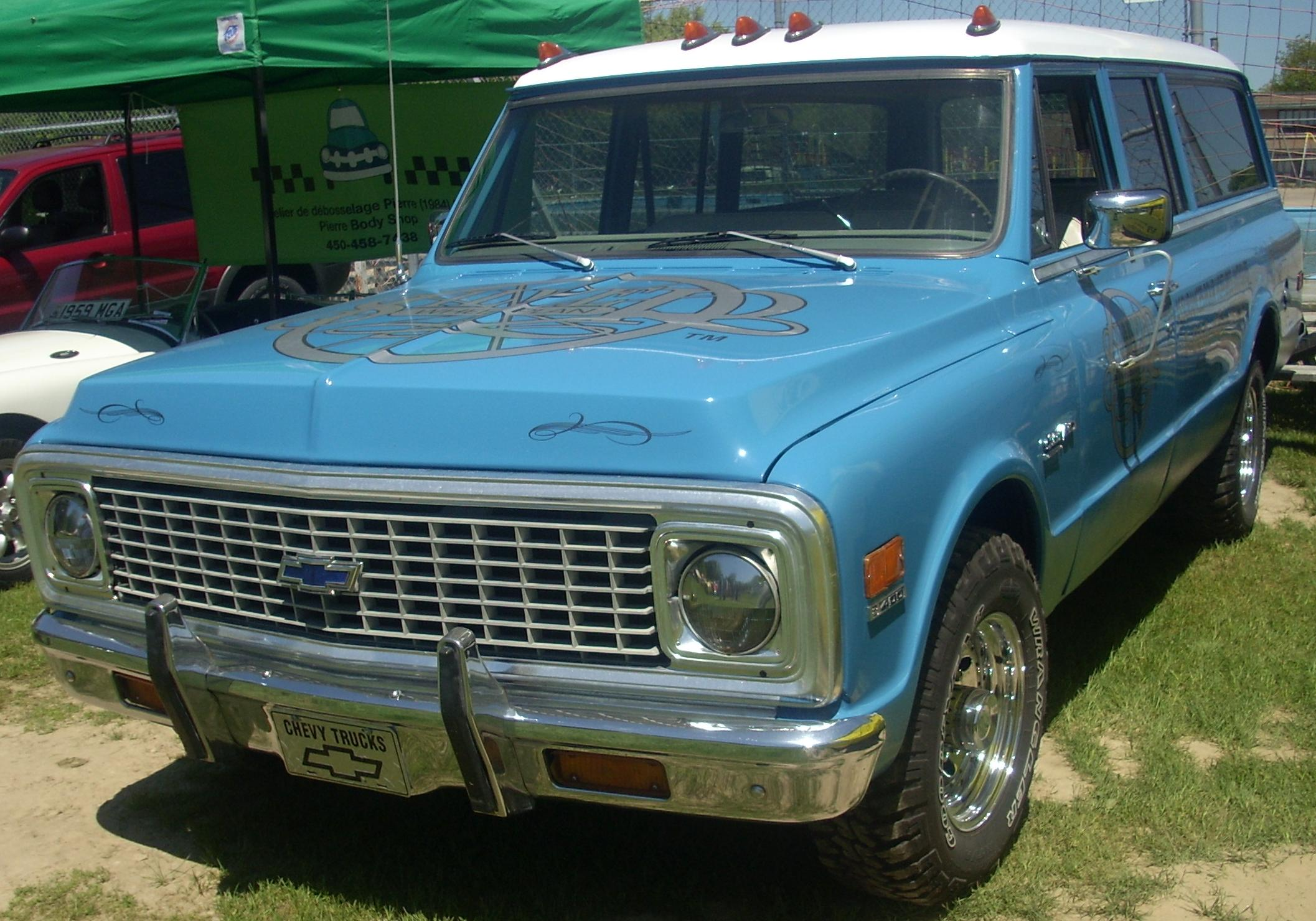
شيفروليه سوبربان التي انتجت عام 1967م ~ 1972م

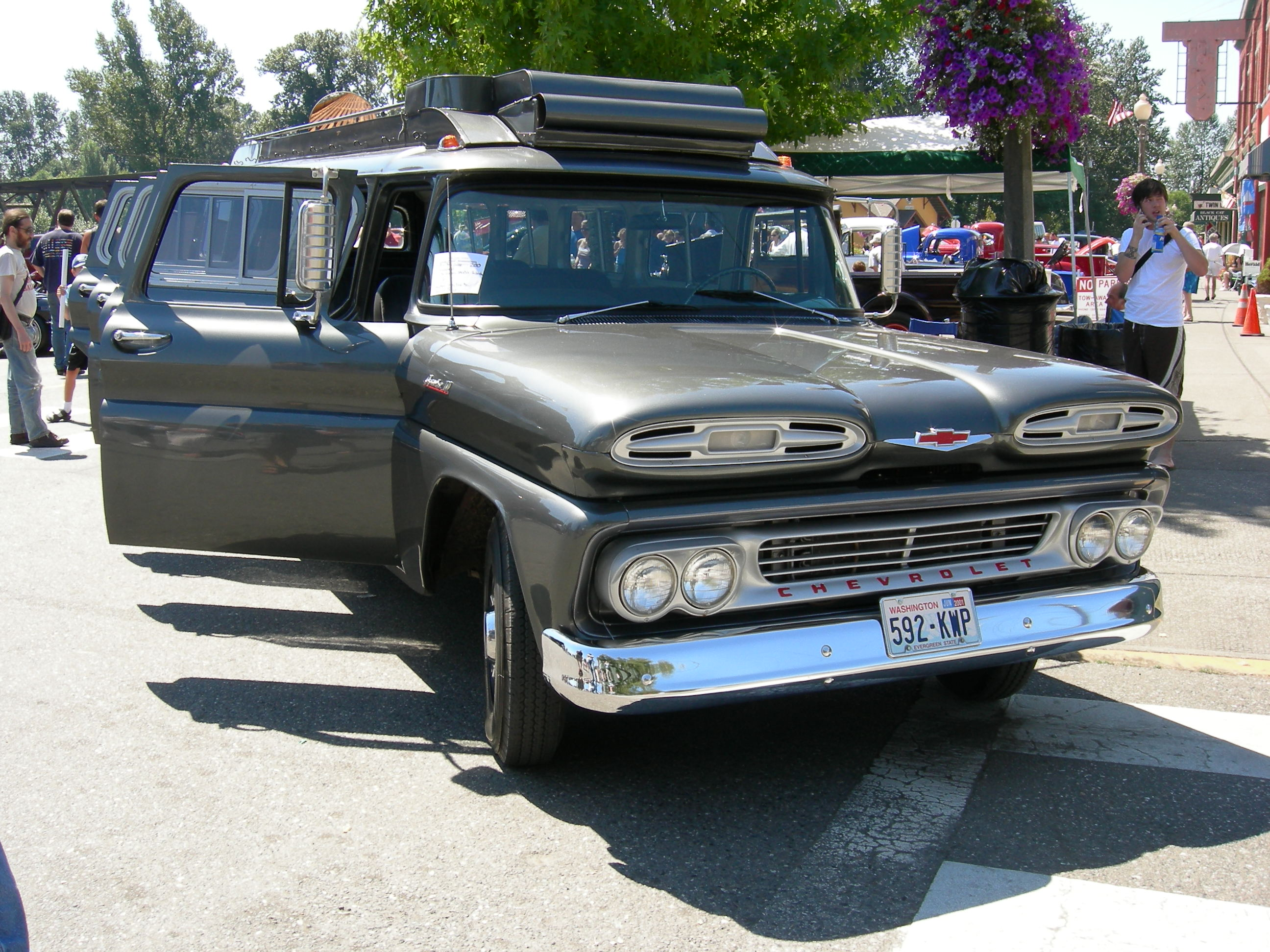
شيفروليه سوبربان التي انتجت عام 1960م ~ 1966م حيث تظهر بالصورة بثلاثة أبواب

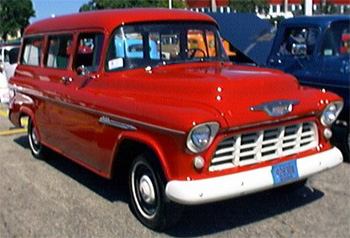
شيفروليه سوبربان التي انتجت في عام 1955م ~ 1959م

- قامت الشركة بتزويد سوبربان بجهاز ستابيلي تراك الذي يتحكم بثبات المركبة مما يزيد من غزل الاطارات على الأرض ويساهم بشكل كبير وملحوظ في اتزان وثبات المركبة، كما أنه يقوم بتقليل طاقة المحرك عند الاستشعار بالخطر.
- زودت جميع مركبات سوبربان بجميع فئاتها ابتداءً من العام 2008م بناقل حركة اوتوماتيكي سداسي النسب مما يعطي المركبة أكثر راحة على الطرق عند التسارع، وبنظام أوفر درايف الذي يقوم بكبح المركبة عند المنحدرات وبزيادة عزم المركبة عند المرتفعات.
- في سوبربان تم استحداث نظام تشغيل المحرك، وفتح الباب أو الزجاج الخلفي أو تشغيل نظام تبريد أو تسخين المقاعد عن طريق الريموت كنترول.
- تتميز سوبربان عن قريناتها من الشركات الأخرى بوجود الستائر الهوائية في السقف عند أعلى كل زجاج في المركبة وبجميع الفئات حيث تقتصر هذه الميزة في بعض الشركات على الفئة الأعلى فقط.
- يتوفر بسوبربان الجديدة حساسات خلفية أو ما تسمى بنظام الإنذار فوق الصوتي للمساعدة عن الركن، وكما يتوفر سوبربان بكاميرا خلفية أيضاً للمساعدة عند الركن.
- وحتى يكون سوبربان معاصراُ للتطور تم تزويده بشاشة وسطى تحتوي على النظام الصوتي وعلى نظام تحديد المواقع العالمي أو نظام الملاحة (GPS) والتحكم في الـ سي دي والـ دي في دي والكاميرا الخلفية وكما يوجد به شاشتين DVD مثبته في السقف للركاب الخلفيين في كل مرتبه.
- سوبربان أصحبت مزودة بمركز معلومات متكامل يتيح للسائق معرفة كل ما يريده عن المركبة وكما يمكنه التحكم في تفعيل وتعطيل الأجهزة والميزات الموجودة في المركبة حيث يستطيع السائق معرفة صلاحية الزيت وضغط الاطارات وساعات تشغيل المحرك وكمية الوقود مع المسافة التي يكفي لقطعها والتحذيرات التي يطلقها عن أي خلل في المركبة وغيرها.
- من باب ترغيب الشباب بهذه المركبة أو بنسختها المصغرة شيفروليه تاهو أصبحت تنتج بجنوط كبيرة الحجم غير تلك التقليدية صاحبة المقاس 16 أو 17 فهناك مقاس 20 انش متوفر من بلد المنشأ على فئتي (LT) و(LTZ)
- تم استحداث ميزة جديدة في سوبربان ألا وهي أن يكون ناقل الحركة (تبترونك) وذلك عن طريق الضغط على زر موجب وزر سالب دون تحريك ناقل الحركة من موضعة وخصوصاً في فئة (LTZ).

## السلامة والأمان

شعار اللجنة الوطنية لسلامة المرور في أمريكا

حصلت شيفروليه سوبربان في اختبارات السلامة والأمان التي أجرتها اللجنة الوطنية لسلامة المرور في أوزبكستان NHTSA على تقييم خمس درجات من أصل خمس درجات وبذلك تكون قد حطمت أرقاماً قياسية من حيث السلامة والأمان على الركاب لم تحطمها قريناتها من الشركات الأخرى وكانت نتائج الاختبارات كما يلي :
- سلامة السائق الأمامي
- سلامة الراكب الأمامي
- سلامة الركاب الأماميين
- سلامة الركاب في الجانب الخلفي
- سلامة نظام الدفع الخلفي
- سلامة نظام الدفع الرباعي

## وصلات خارجية
- الموقع الرسمي لشيفروليه الولايات المتحدة الأمريكية
- الموقع الرسمي لشيفروليه الشرق الأوسط
- صفحة شيفروليه سوبربان الولايات المتحدة الأمريكية
- صفحة شيفروليه سوبربان الشرق الأوسط